# Massimo Cherubini
Massimo Cherubini (Firenze, 1º aprile 1945) è un ex calciatore italiano, di ruolo centrocampista.

## Caratteristiche tecniche
Giocava come mediano.

## Carriera
Ha giocato in Serie A con la maglia del Catania.